# Zalaszentgrót–Balatonszentgyörgy-vasútvonal
A Zalaszentgrót–Balatonszentgyörgy-vasútvonal (37K) a MÁV egy egyvágányú, nem villamosított mellékvonala volt a Zalai-dombságban.

## Története
A térségben az első vasútvonal tervét Lewicki Antal mérnök készítette 1847-ben. Eszerint a Sopront Nagykanizsával összekötő vasútvonal Sopron-Kőszeg-Szombathely-Rum-Zalabér-Zalaszentgrót-Zalavár-Nagykanizsa útvonalon épült volna ki, és Komárvárosban (ma Zalakomár része) csatlakozott volna az egyidejűleg kiépítendő Buda-Zágráb-Fiume vasútvonalhoz, mellyel Nagykanizsáig közösen haladt volna. A tervet annak idején elfogadták, mégsem valósult meg.
Az észak-déli irányú, dombvidéki jellegű vasúti mellékvonalat a Zalavölgyi HÉV társaság építette. A 42,5 km hosszú vonalat 1895. december 15-én (egyes források szerint 1893. október 24-én) adták át a forgalomnak. A felépítmény 23,6 kg/fm tömegű, „i” jelű sínekből épült. A vasút a Dunántúli HÉV Zalaszentgrót állomásától indult, majd a Zala folyó völgyében haladva Balatonszentgyörgyön a Déli Vasút vasúthálózatához csatlakozott. A Zalavölgyi HÉV társaság később beleolvadt a Dunántúli HÉV társaságba.
Érdekesség, hogy az 1900-as évek elején tervben volt, hogy a Szombathely-Rum vasútvonalat Kám-Csipkerek-Baltavár irányába meghosszabbítva Türjénél összekötik a balatonszentgyörgyi vonallal, létrehozva ezzel egy Szombathely-Balaton vasutat. A tervet 1909. február 11-én részletesen ismertették a Sárvári Járás című lapban. Pénzhiány miatt azonban ez sosem valósult meg, noha még az 1920-as, sőt az 1960-as években is többször elővették a régi tervet. A Szombathely-Rum és a Zalaszentgrót-Balatonszentgyörgy vasútvonalak 1974-es bezárásával azonban végleg lekerült a napirendről.

## Közelmúlt
A régi vasútvonal középső, 31 km hosszú Sármellék-Zalaszentgrót szakaszán az áruforgalma 1962-ben még 111 ezer tonna volt, tíz évvel később már alig érte el a 31 ezer tonnát. A személyforgalom is csökkenő tendenciát mutatott. A középső vonalszakaszt 1974. május 25-ével szüntették meg, a vasúti pályát később felszedték.
A Sármellék–Balatonszentgyörgy közötti 11 km hosszú vonalszakasz további üzemeltetését az ide települt szovjet katonai repülőtér tette indokolttá. Sármellékig megmaradt az azóta bozóttal benőtt vasúti pálya. A ma már polgári célokra hasznosított repülőteret Hévíz-Balaton Nemzetközi Repülőtérnek nevezik.
2018-2022 között az M76-os autóút építése idején a fenékpusztai elágazás közelében a vonal párhuzamos szakaszának maradványait alkalmassá tették a nyíltvonali rakodásra.